# Jonathan Jackson (Politiker, 1966)

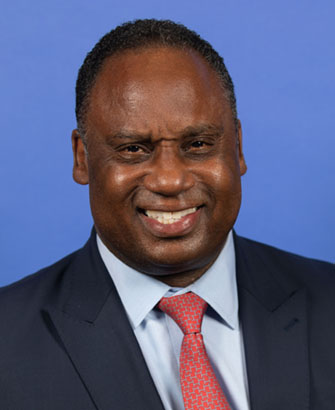
Jonathan Jackson

Jonathan Luther Jackson (* 7. Januar 1966 in Chicago, Illinois) ist ein US-amerikanischer Politiker der Demokratischen Partei.

## Leben
Jonathan Jackson wurde 1966 als drittes von fünf Kindern des Baptistenpredigers und Bürgerrechtsaktivisten Jesse Jackson und von dessen Ehefrau Jacqueline Jackson geboren. Sein älterer Bruder Jesse Jackson junior saß von 1995 bis 2012 als Abgeordneter der Demokraten im Repräsentantenhaus der Vereinigten Staaten. Jacksons Taufpate war Martin Luther King, dessen mittleren Namen Luther er bekam.
Jackson absolvierte zunächst die Whitney M. Young Magnet High School in Chicago, ehe er Student der Betriebswirtschaftslehre an der North Carolina Agricultural and Technical State University in Greensboro (North Carolina) wurde. Seinen Abschluss erwarb er jedoch an der Northwestern University in seiner Heimatstadt Chicago. 1988 begann er als Finanzanalyst für das Bankhaus Drexel Burnham Lambert zu arbeiten. Später wechselte er an eine kleinere Bank; in der Zwischenzeit arbeitet er als Investor im Immobilien- und Telekommunikationssektor. Zudem lehrt er Finanzen und Unternehmenslehre an verschiedenen High Schools in Chicago.
Jackson ist seit 1995 verheiratet und hat mit seiner Frau Marilyn drei gemeinsame Kinder, zwei Söhne und eine Tochter.

## Politik
Jacksons politische Karriere begann als Assistent und Berater seines Vaters. So reiste er im Alter von 17 Jahren, im Jahr 1983, zusammen mit ihm nach Syrien, wo Jesse Jackson vom Staatspräsidenten Hafiz al-Assad die Freilassung des US-amerikanischen gefangenen Piloten Robert Goodman verhandelte. Ein Jahr später war Jonathan Jackson Zeuge, wie sein Vater mit von Fidel Castro die Freilassung von 22 in Kuba inhaftierten US-Gefangenen verhandelte.
2007 wurde Jackson nationaler Sprecher der von seinem Vater gegründeten Menschenrechtsorganisation Rainbow/PUSH, die es sich zum Ziel gesetzt hat, Afroamerikanern, denen vor Gericht und der Justiz Unrecht widerfahren wurde, juristisch zu vertreten. Zu einem seiner größten Erfolge zählt die Wiederaufnahme des Verfahrens gegen Johnnie Lee Savoy, der 1977 wegen angeblichen Doppelmords verurteilt wurde. Im Dezember 2006 wurde Savoy nach 28 Jahren im Gefängnis nach einer erneuten DNA-Analyse und nach Eingaben bei den beiden Gouverneuren von Illinois, George Ryan und Rod Blagojevich, freigelassen werden.
2011 wurde John Walker nach Bemühen von Rainbow/PUSH und Jonathan Jackson aus dem Gefängnis freigelassen, einem Mann, dem man 1976 zur Last gelegt hatte, zusammen mit vier anderen Schwarzen den Mord an einen Weißen in Buffalo (New York) begangen zu haben. Im August 2021 wurde vom New York Supreme Court Walkers Unschuld offiziell anerkannt.
Bereits im Jahr 2012, als sein Bruder Jessie wegen Betrugsvorwürfen von seinem Mandat als Kongressabgeordneter zurücktreten musste, wurde spekuliert, wonach Jonathan ihm nachfolgen könnte. Zu diesem Zeitpunkt allerdings strebte er eine Kandidatur für den Kongress noch nicht an. Als der langjährige Abgeordnete Bobby L. Rush im Januar 2022 erklärte, nicht erneut für einen Sitz im Repräsentantenhaus zu werben, verkündete Jonathan Jackson einen Monat später, dieses Mal doch zu kandidieren. Nach dem Sieg in der Primary der Demokraten mit 28,1  gewann er in dem demokratisch dominierten Distrikt die Hauptwahl gegen den Republikaner Eric Carlson mit 67 % und zog im Januar 2023 in den Kongress ein.
Zur Wiederwahl in der Kongresswahl 2024 musste Jackson sich in der Vorwahl im März keinem innerparteilichen Herausforderer stellen. Die Hauptwahl im November konnte er mit 65,9 % für sich entscheiden. Seine zweite und aktuelle Legislaturperiode im 119. Kongress dauert noch bis zum 3. Januar 2027